# Fissidens petrophilus
Fissidens petrophilus är en bladmossart som beskrevs av Sullivant 1861. Fissidens petrophilus ingår i släktet fickmossor, och familjen Fissidentaceae. Inga underarter finns listade i Catalogue of Life.